# شرمن همسلي
شيرمان الكسندر همسلي (بالإنجليزية: Sherman Hemsley)‏ (1 فبراير 1938-24 يوليو 2012) ممثل أمريكي، أشتهر أكثر بعد أدائه دور جورج جيفرسون على شبكة سي بي إس في المسلسل التلفزيوني كل شيء في العائلة و مسلسل ذا جيفرسون .

## روابط خارجية
- شرمن همسلي على موقع IMDb (الإنجليزية)
- شرمن همسلي على موقع ميتاكريتيك (الإنجليزية)
- شرمن همسلي على موقع روتن توميتوز (الإنجليزية)
- شرمن همسلي على موقع ألو سيني (الفرنسية)
- شرمن همسلي على موقع ميوزك برينز (الإنجليزية)
- شرمن همسلي على موقع ميوزك برينز (الإنجليزية)
- شرمن همسلي على موقع تيرنر كلاسيك موفيز (الإنجليزية)
- شرمن همسلي على موقع أول موفي (الإنجليزية)
- شرمن همسلي على موقع قاعدة بيانات برودواي على الإنترنت (الإنجليزية)
- شرمن همسلي على موقع إن إن دي بي (الإنجليزية)